# Max Schmid (Fußballspieler)
Max Schmid (* 11. September 1935) ist ein ehemaliger deutscher Fußballspieler.

## Karriere

### Vereine
Schmid spielte ab 1956 für den 1. FC Nürnberg. In den folgenden drei Jahren lief er für den „Club“ in 60 Spielen in der Oberliga Süd auf, dabei erzielte der Außenstürmer insgesamt 37 Tore. Anschließend wechselte er gemeinsam mit seinem Mannschaftskameraden Günther Glomb zum SV Wiesbaden, ehe er sich 1961 Rapid Wien anschloss. Dort gewann er in der Spielzeit 1963/64 an der Seite von Spielern wie Gerhard Hanappi, Rudolf Flögel, Walter Glechner, Toni Fritsch und Walter Skocik den österreichischen Meistertitel, dem in den folgenden beiden Spielzeiten jeweils Vizemeisterschaften folgten. 1966 stand er mit dem Klub im ÖFB-Cup-Endspiel, das jedoch gegen den Lokalrivalen SK Admira Wien verloren ging. Im selben Jahr wechselte er nach 42 Meisterschaftstoren in 91 Ligaspielen zum Ligakonkurrenten 1. Wiener Neustädter SC, bei dem er nach dem Erstliga-Abstieg 1967 seine Karriere ausklingen ließ.

### Nationalmannschaft
Schmid kam in zwei Länderspielen für die U23-Nationalmannschaft zum Einsatz – beide Male gegen die Auswahl Belgiens. Er debütierte am 19. Dezember 1956 in Lüttich beim 3:2-Sieg und am 27. März 1957 beim 4:2-Sieg in Essen.

## Sonstiges
Im Jahr 1957 schaffte es Schmid als Rechtsaußen in die Rangliste des deutschen Fußballs des Kicker-Sportmagazins.